# Günther Birkenfeld
Günther Birkenfeld (geboren 9. März 1901 in Cottbus; gestorben 22. August 1966 in West-Berlin) war ein deutscher Schriftsteller.

## Leben
Birkenfeld wurde im Jahr 1923 in Berlin mit der Dissertation Die Gestalt des treuen Eckart in der deutschen Sage und Literatur zum Dr. phil. promoviert. Er arbeitete als Lektor beim Paul Neff Verlag.
Von 1927 bis 1930 war er Generalsekretär des Schutzverbandes Deutscher Schriftsteller. Sein im Jahr 1929 veröffentlichter Jugendroman Dritter Hof links fand eine große Resonanz und wurde auch übersetzt. Nach der Machtübergabe an die Nationalsozialisten wurde der Roman verboten und erschien, wie auch der Roman Liebesferne 1938 erneut auf der Liste des schädlichen und unerwünschten Schrifttums. Gegenüber dem früheren Emigranten Alfred Kantorowicz äußerte er 1947, er habe sich in der Zeit des Nationalsozialismus „im bescheidenden Winkel eines Lektorats versteckt“. Er konnte in der vorgeblichen inneren Emigration allerdings populäre biografische und historische Romane veröffentlichen, darunter 1934 die erste Kurzfassung einer Lebensbeschreibung des Augustus. Das Werk, 1962 in erweiterter Form unter dem Titel Die Ohnmacht des Mächtigen. Leben und Taten des Augustus neu aufgelegt, wurde wegen der Darstellung des ersten römischen Kaisers als große Führergestalt von den NS-Zensoren nicht beanstandet.
Während des Zweiten Weltkriegs wurde er als Luftlagereporter dienstverpflichtet.
Nach dem Krieg erhielt Birkenfeld von der amerikanischen Besatzungsverwaltung in Berlin 1945 eine Lizenz als Herausgeber und Chefredakteur der Halbmonatszeitschrift Horizont. Zeitschrift der jungen Generation. Der Titel war Programm, die Zeitschrift richtete sich an junge Leser, in ihr schrieben vorwiegend junge Autoren, welche die Probleme der Orientierung und Ausbildung Jugendlicher in der Nachkriegszeit thematisierten. Den jungen Journalisten unter Leitung des 45-jährigen Birkenfeld war die Absage an jede Form der geistigen Unterdrückung ein wichtiges Anliegen. Daher wurde die ideologische Vereinnahmung der Jugend durch SED und FDJ in Berlin und in der SBZ besonders kritisch gesehen. Die Zeitschrift schrieb vornehmlich zu sozialen und politischen Themen, hatte aber auch eine Rubrik „Die Kunst des Kommenden“, sowie ab 1948 mit „Versuche“ eine unkommentiertes Forum für Literaten wie Wolfdietrich Schnurre (1920–1989), Arnim Juhre (1925–2015) und Ingeborg Euler (1927–2005). Anfänglich aus den Mitteln des Marshallplans gefördert, wurde die Zeitschrift bald darauf heimlich von der CIA finanziert. Horizont musste im September 1948 eingestellt werden, als wegen der Berlin-Blockade das Zeitungspapier knapp wurde.
Im am 9. November 1945 mit sowjetischer Lizenz konstituierten „neuen“ „Schutzverband deutscher Autoren“, der als Sparte 17 dem FDGB beitrat, gehörte Birkenfeld dem Beirat an und behielt diese Funktion trotz der sich anbahnenden politischen und wirtschaftlichen Spaltung Berlins und Deutschlands bis 1949. In der Haltung zu den ehemaligen Nationalsozialisten verfocht Birkenfeld eine harte Haltung. So zeigte er sich auch im April 1947 in der Hausmann-Debatte nicht kompromissbereit, derweil Günther Weisenborn zwar „gegen die naziaktivistischen Verbrecher sehr scharf vorgehen wollte, während man sonst Großzügigkeit zeigen sollte“. Weisenborn wollte daher Manfred Hausmann trotz seiner jüngsten Entgleisungen gegenüber Thomas Mann großzügig zum Schriftstellerkongress 1947 einladen, was Birkenfeld ablehnte.
Birkenfeld sprach auf dem ersten Deutschen Schriftstellerkongress 4. bis 8. Oktober 1947 im Ostsektor von Berlin über die „Zusammenarbeit der Schriftstellerorganisationen“. Er war am Vormittag des 7. Oktober als Tagungsleiter eingesetzt, als Melvin J. Lasky in seiner Gastrede auf die Zensur in der Sowjetunion und die Verfolgung der sowjetischen Schriftsteller Michail Soschtschenko und Anna Achmatowa hinwies, was bei den russischen Gastdelegierten einen scharfen Protest auslöste, der von Lasky bewusst provoziert, von Birkenfeld einkalkuliert war.
Birkenfeld gehörte zu den zwanzig deutschen Schriftstellern, die gemäß einem Beschluss des XX. Internationalen P.E.N.-Kongresses in Kopenhagen benannt werden sollten, um das P.E.N.-Zentrum Deutschland, nach Absprache mit dem Generalsekretär des Internationalen P.E.N.-Clubs Hermon Ould und dem Vertreter der Londoner Exilgruppe Wilhelm Unger, zu gründen. Diese Gruppe vollzog unter der Leitung von Hermann Friedmann die Gründung auf der Tagung vom 18.–20. November 1948 in Göttingen.
Spätestens seit Beginn der Berlin-Blockade im Juni 1948 bezog Birkenfeld öffentlich Stellung gegen die Kommunisten und gab sukzessive die Zusammenarbeit mit Johannes R. Becher auf. Er war am 24. Juli 1948 Mitgründer des „Freien Kulturbundes“ als Gegenorganisation zum Kulturbund, dem er seit 1945 angehört hatte, am 19. September 1948 Mitgründer der „Liga für Geistesfreiheit“ und gründete 1949 die Kampfgruppe gegen Unmenschlichkeit, für die er bis 1951 der Lizenzträger war. Im Jahr 1950 war er Leiter des Berliner Büros des Kongresses für kulturelle Freiheit. Birkenfeld, Theodor Plievier und Rudolf Pechel forderten im Jahr 1950 die Trennung des deutschen P.E.N. von der „Gruppe Becher“. Tatsächlich kam es 1951 zur Gründung eines bundesrepublikanischen P.E.N. unter dem Präsidenten Erich Kästner.
Birkenfeld arbeitete als politischer Kommentator beim Rundfunk im amerikanischen Sektor (Rias) und als Verlagslektor beim Suhrkamp Verlag. Vom Lektor Max Schröder des lizenzgebenden Aufbau-Verlags forderte er im September 1949 eine Textänderung im Roman Die Toten bleiben jung von Anna Seghers. Seghers solle wenigstens an einer Stelle des Romans einmal andeuten, dass sich deutsche Wehrmachtssoldaten nicht nur feindlich in der Sowjetunion aufgehalten hatten, sondern sich auch mit der Bevölkerung angefreundet hatten. Nachdem Peter Suhrkamp sich von Birkenfelds Forderung distanzierte, konnte, so Verlagsleiter Erich Wendt an die Autorin, der Fall Birkenfeld einvernehmlich erledigt werden.
Bei der Tagung der Deutschen Akademie für Sprache und Dichtung, deren Mitglied er seit 1950 war, sprach Birkenfeld am 18. Mai 1954 in Hannover über Literatur der Beunruhigung, Werner Bergengruen antwortete mit Trost und Geborgenheit in der Dichtung?.
Birkenfeld war direkt nach der Gründung im Jahr 1954 ein „auswärtiger Beisitzer“ für den Vorstand im Verband deutschsprachiger Übersetzer literarischer und wissenschaftlicher Werke, VdÜ, der damals vor allem in Hamburg verankert war.

## Werke (Auswahl)

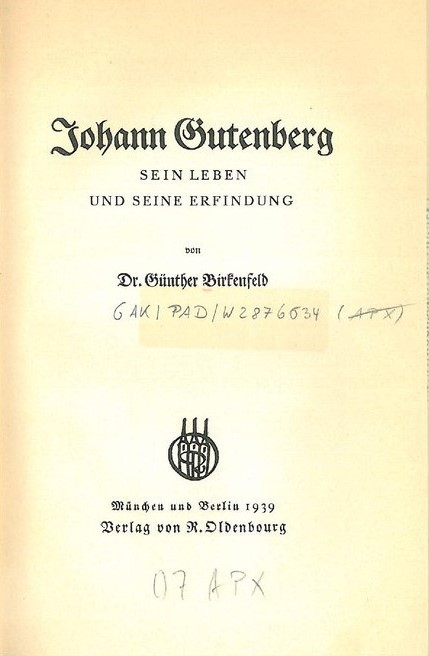
Buchtitel

- Andreas. Novelle. Lübeck: O. Quitzow, 1927
- Dritter Hof links. Roman. Berlin: Bruno Cassirer, 1929; erneut: Berlin: Quintus, 2023. Mit einem Nachwort von Erhard Schütz
- Liebesferne. Roman Berlin: Bruno Cassirer, 1930
- Augustus. Roman seines Lebens. Stuttgart: Cotta, 1934 
  - Neuauflage: Leben und Taten des Caesar Augustus. Berlin: Neff, 1944
  - Erweiterte Neuauflage: Die Ohnmacht des Mächtigen. Leben und Taten des Augustus. Herrenalb/Schwarzwald: Horst Erdmann, 1962
- Gutenberg. Schauspiel in 12 Bildern. Vertriebsstelle u. Verl. Dt. Bühnenschriftsteller u. Bühnenkomponisten, Berlin 1936
- Die Schwarze Kunst: Ein Gutenberg-Roman. Berlin: Neff, 1936 (Büchergilde Gutenberg 1936, 1955)
- Die Versöhnung. Roman. Berlin: Neff, 1937
- Johann Gutenberg. Sein Leben und seine Erfindung. München: Oldenbourg 1939
- Helden ohne Waffen. Berlin: Druckhaus Tempelhof, 1947
- Rede auf der Kundgebung des "Geistigen Berlin" am 18. Juli 1948, bei Uwe Prell, Lothar Winkler (Hrsg.): Berlin-Blockade und Luftbrücke 1948/49: Analyse und Dokumentation. Berlin: Berlin-Verl. 1987, S. 134–136
- Der NKWD-Staat. Der Monat. Heft 18, Berlin 1950
- mit Paul Altenberg (Hrsg.): Deutsche Lyrik der Gegenwart. Berlin: Pädagogischer Verlag B. Schulz, 1950
- mit Rudolf Hagelstange; Heinz Winfried Sabais (Hrsg.): Freier Geist zwischen Oder und Elbe: Lyrik und Prosa seit 1945. Congress for Cultural Freedom. Deutscher Ausschuss. Darmstadt: Montana Verlag, 1950
- (Hrsg. mit anderen): Sprung in die Freiheit: … Berichte über die Ursachen, Begleitumstände und Folgen der Massenflucht aus der Sowjetischen Besatzungszone Deutschlands. Knorr & Hirth Verlag, 1953
- Wolke, Orkan und Staub. Roman. Darmstadt: Schneekluth, 1955
- (Hrsg.): Mysterium Heimat. Erinnerungen deutscher Autoren. Gesammelt und hrsg. von G. Birkenfeld. Herrenalb: Erdmann, 1959
- Das kluge Alphabet: Ein Lexikon für jedermann in drei Bänden. Berlin: Ullstein, 1957
- (Hrsg.): Mosaik der Welt.: Reisebilder deutschsprachiger Schriftsteller der Gegenwart. Berlin-Zehlendorf: Verl. f. Internat. Kulturaustausch, 1959

Übersetzungen
- Pura Santillan-Castrence: Reiswein: die Philippinen in Erzählungen ihrer zeitgenössischen Autoren. Aus dem Englischen. Herrenalb: Erdmann, 1965
- André Maurois: Von Proust bis Camus von . Aus d. Franz. übertr. von Günther Birkenfeld u. Margot Berthold. Zürich: Droemer/Knaur, 1964
- Mohamed Aziz Lahbabi: Finsternis und Lichtblicke: Dichtung aus dem Maghreb. Vorwort Prinzessin Lalla Aidscha. Aus dem Französischen. Herrenalb-Schwarzwald: H. Erdmann, 1963
- Henry McAleavy: Die chinesische Bigamie des Mr. David Winterlea: Ein anonymer Roman aus d. späten Mandschu-Zeit. Aus dem Englischen. Herrenalb: Erdmann, 1962
- Michael Dei-Anang: Ghana spricht. Aus dem Englischen. Herrenalb: Erdmann, 1962
- Olga Resnevič Signorelli: Das Vermächtnis der Duse: Ein Lebensbild aus Briefen, Bekenntnissen, Erinnerungen. Aus dem Italienischen von Olga Signorelli, Hanna Kiel, Günther Birkenfeld. Herrenalb: Erdmann, 1962
- James Thomas Farrell: Kein Stern geht verloren. Aus dem Englischen. Herrenalb: Erdmann, 1959
- Louis Paul Lochner: Stets das Unerwartete: Erinnerungen aus Deutschland 1921-1953. Darmstadt: Schneekluth, 1955
- John Horne Burns: Die Galerie: Roman. Aus dem Englischen. Karlsruhe: Stahlberg, 1951
- Mario Appelius: Bei der Welt zu Gast: Abenteuer in drei Erdteilen. Aus dem Italienischen. Berlin: Neff, 1941
- Taylor Caldwell: Einst wird kommen der Tag: Roman. Aus dem Englischen. Berlin: Neff, 1939 (1983)
- John Erskine: Das kurze Glück des François Villon: Roman. Aus dem Englischen. Berlin: Neff, 1939
- Mark Twain: Das Lächeln des Weisen: die schönsten Humoresken. Aus dem Englischen. Berlin: Deutsche Buch-Gemeinschaft, 1933